# Veronica Donovan
Veronica Donovan A szökés című amerikai televíziós sorozat kitalált szereplője. Robin Tunney alakítja.

## Háttér
Veronica, Lincoln és Michael már gyermekkoruk óta jó barátok, ezért is vállalta el a két testvér ügyét, mint ügyvéd.

## Szerepek

### 1. évad
Az ügyvédként dolgozó Veronicával az első részben találkozhatunk, amikor is elveszti Michael ügyét. Michael kérésére nyomozni kezd az állítólagos gyilkosság után, majd egy Nick Savrinn nevű férfi is társul mellé. Mikor néhány meglepő információt szereznek meg, a kormány emberei az életükre törnek, így menekülni kényszerülnek. Veronica mindent megtesz Lincoln felmentése érdekében, ám hiába. Az őket üldöző ügynökök egyike, Daniel Hale jó útra tér és segíteni akar Veronicának, ám egy másik ügynök, Paul Kellerman lelövi áruló társát.
Az évad végén Nick felfedi, hogy John Abruzzinak dolgozik, és elfogja Veronicát. A férfi végül elengedi, így a nő ellátogat egy erdőben álló házhoz, ahol meglepő személyt talál: Terrence Steadmant, akit Linc állítólag megölt.

### 2. évad
Veronicát csak az évad elején láthatjuk: mikor értesíteni akarja a hatóságokat, hogy megtalálta Steadmant, néhány ügynök lép be a házba és megölik a nőt. Ö az első főszereplő, akit megölnek a sorozatban.